# 佛罗里达航空90号班机空难
佛羅里達航空90號班機是1架往返於华盛顿国家机场与劳德代尔堡－好莱坞国际机场，中途停靠于坦帕国际机场的例行航班。1982年1月13日下午4點01分01秒，1架注冊編號為N62AF的波音737-222客機在执飞该航班时，于华盛顿国家机场起飛之後不久就失速，机尾撞上14街橋后墜毀在波托馬克河河道中，造成機上79人中，有74人罹難，桥上也有4人罹難、4人受伤。美國NTSB经過调查，空难是由结冰和飛行員失误所引致。

## 客机
失事客机为1架波音737-222客机，注册号N62AF。這架客機原本属於聯合航空，注冊編號為N9050U，于1980年被佛羅里達航空買入。墜毀之前飛行時數超過27,000小時。

## 經過

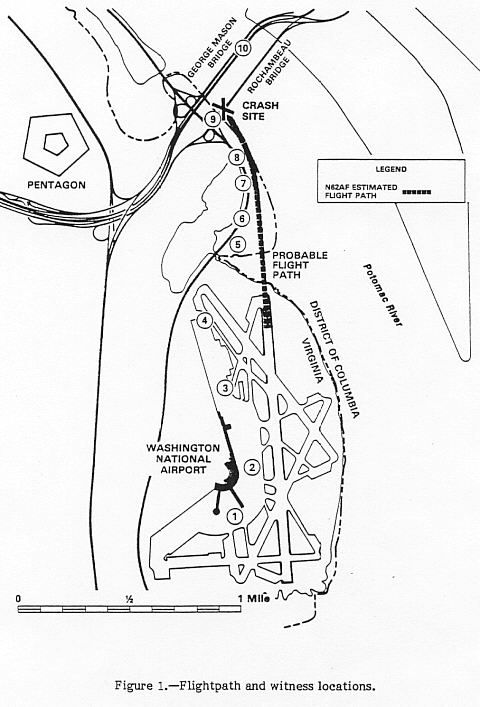
NTSB 佛罗里达航空90号班机的飞行路径

## 驾驶舱录音
15:59:32 CAM-1 Okay, your throttles.好的，你来控制油门
15:59:35 [SOUND OF ENGINE SPOOLUP]引擎转速迅速上升声 
15:59:49 CAM-1 Holler if you need the wipers.打开雨刷吧 
15:59:51 CAM-1 It's spooled. Real cold, real cold.被捲起来了。天气真冷 
15:59:58 CAM-2 God, look at that thing. That don't seem right, does it？ Uh, that's not right.看。那看起来不正常啊？嗯，读数好像是错的 
16:00:09 CAM-1 Yes it is, there's eighty.没有错啊，有80节啊 
16:00:10 CAM-2 Naw, I don't think that's right. Ah, maybe it is.不，可能不对吧……好吧，也许是对的。 
16:00:21 CAM-1 Hundred and twenty. 120节 
16:00:23 CAM-2 I don't know.我不知道 
16:00:31 CAM-1 V1. Easy, V2.V1，冷靜，V2——Transcript
（起飞之后）
16:00:39 [SOUND OF STICKSHAKER STARTS AND CONTINUES UNTIL IMPACT]直到撞击之前都有震杆器震杆声 
16:00:41 TWR Palm 90 contact departure control.佛罗里达90联系离场管制 
16:00:45 CAM-1 Forward, forward, easy. We only want five hundred.向前推，向前推，冷靜，持續保持500英尺
16:00:48 CAM-1 Come on forward....forward, just barely climb.快点向前推，保持一点点爬升就好！
16:00:59 CAM-1 Stalling, we're falling! 失速了，我们在往下掉！ 
16:01:00 CAM-2 Larry, we're going down, Larry....  賴瑞，我们要下坠了，賴瑞… 
16:01:01 CAM-1 I know!  我知道！
16:01:01 [SOUND OF IMPACT]撞击声——Transcript

## 機上人員與倖存者
失事客机載有74名乘客和5名機組人員，當客機墜毀在冰封的波托馬克河中，只有4名乘客和1名空服員成功浮出水面，並且緊緊抓住漂浮的機體殘骸，最後在平民和專業人士的協助下成功獲救。其中1名乘客為46歲的小阿蘭·D·威廉姆斯（Arland D. Williams, Jr.）因為協助營救倖存者，但他體力不支導致溺斃罹難。幾天之后，里根總統在國情咨文演講中曾讚揚了救難團隊的表現。

## 類似事故
- 復興航空791號班機：為ATR-72型飛機，2002年12月21日凌晨從台北飛往澳門途中，因遭遇積冰問題而失事墜毀於澎湖外海。
- 中國東方航空5210號班機空難：2004年由于机翼冰层污染且未有除冰，在起飞后不久即坠机；
- 美鷹航空4184號班機空難：1994年由于飞入未预见的结冰环境，最终坠机；
- 安大略航空1363號班機空難：1989年由于起飞前未有除冰，最终坠机。
- 全美航空405号班机：紐約市拉瓜迪亞機場，1992年3月22日，一架載著51人的通勤飛機嘗試在跑道上起飛，但駕駛無法讓飛機爬升。全美航空405號班機墜入冰冷的夫勒辛灣，結果造成27人罹難
- 飛箭航空1285號班機空難：從加拿大起飛前往坎貝爾堡不久即失速墜毀，機上所有人罹難
- 聯合航空快運2415號班機空難：從西雅圖經雅基馬飛往帕斯科的英國宇航捷流31在帕斯科三城機場跑道外400英尺處墜毀
- 北歐航空751號班機：從斯德哥爾摩阿蘭達機場飛往華沙的通勤航班。造成92人受傷。
- 復興航空235號班機空難：因起飛之後不久即因正機長將正常運作的1號發動機關閉，導致該班機失去動力，導致班機墜毀在基隆河南港段。